# Бензопирен
Бензопиренът е органично съединение с формула C20H12. Структурните изомери на бензопирена са безцветните и пентациклични въглеводороди, които са продукти на пирен и фениленова група. Два вида изомери на бензопирена са бензо[а]пирен и по-рядко срещаният бензо[е]пирен. Те принадлежат към химичния клас на полицикличните ароматни въглеводороди (ПАВ).
Сродните съединения включват циклопентапирени, дибензопирени, инденопирени и нафтопирени. Бензопиренът е компонент на смолата и се среща заедно с други сродни пентациклични ароматни видове като пицен, бензофлуорантени и перилен. Отделя се по естествен път при горски пожари и вулканични изригвания, като може да се намери също във въглищен катран, цигарен дим, дървесен дим и изгорени храни като кафе. Изпаренията, които се образуват от накапване на мазнини върху мехурчести въглища, са богати на бензопирен, който може да кондензира върху продукти на скара.
Бензопирените са вредни, тъй като образуват канцерогенни и мутагенни метаболити (като (+) – бензо[а]пирен-7,8-дихидродиол-9,10-епоксид от бензо[а]пирен), които се вмъкват в ДНК, пречейки на транскрипцията. Те се считат за замърсители и канцерогени. Механизмът на действие на свързаната с бензо[а]пирен модификация на ДНК е изследван задълбочено и е свързан с активността на цитохром Р450 подклас 1A1 (CYP1A1). Изглежда, че високата активност на CYP1A1 в лигавицата на червата предотвратява попадането на големи количества погълнат бензо[а]пирен в порталната кръв и системното кръвообращение. Чревният (но не и чернодробният) механизъм за детоксикация зависи от рецепторите, които разпознават бактериалните повърхностни компоненти (TLR2).
През февруари 2014 г. НАСА обявява създаването на значително подобрена база данни за проследяване на полициклични ароматни въглеводороди (ПАВ), включително бензопирен във Вселената. Според учените повече от 20% от наличния въглерод във Вселената може да бъде свързан с ПАВ, като съществува хипотеза, че те са изходният материал за формирането на живот. Изглежда, че ПАВ са се образували малко след Големия взрив. Те са широко разпространени във Вселената и са свързани с възникването на нови звезди и екзопланети.